# Fuligule morillon
Aythya fuligula
Pour les articles homonymes, voir Morillon.
Espèce
Statut de conservation UICN

 LC  : Préoccupation mineure
Le Fuligule morillon ou morillon huppé (Aythya fuligula) est une espèce de canards plongeurs appartenant à la famille des Anatidés.

## Identification
C'est un canard de 40 à 47 cm de long avec une envergure de 67 à 73 cm, pesant entre 550 et 900 g, donc un peu plus petit qu'un fuligule milouin par exemple.
Le mâle a un plumage noir brillant avec des reflets vert-violet et des flancs blancs, ainsi qu'une fine huppe noire de 5 cm, retombante. 
La femelle est uniformément brune (parfois avec un anneau blanchâtre autour du bec) avec une huppe plus courte. 
Les deux sexes ont l'œil jaune.
En vol, cette espèce est reconnaissable grâce à une barre alaire blanche.

## Comportement

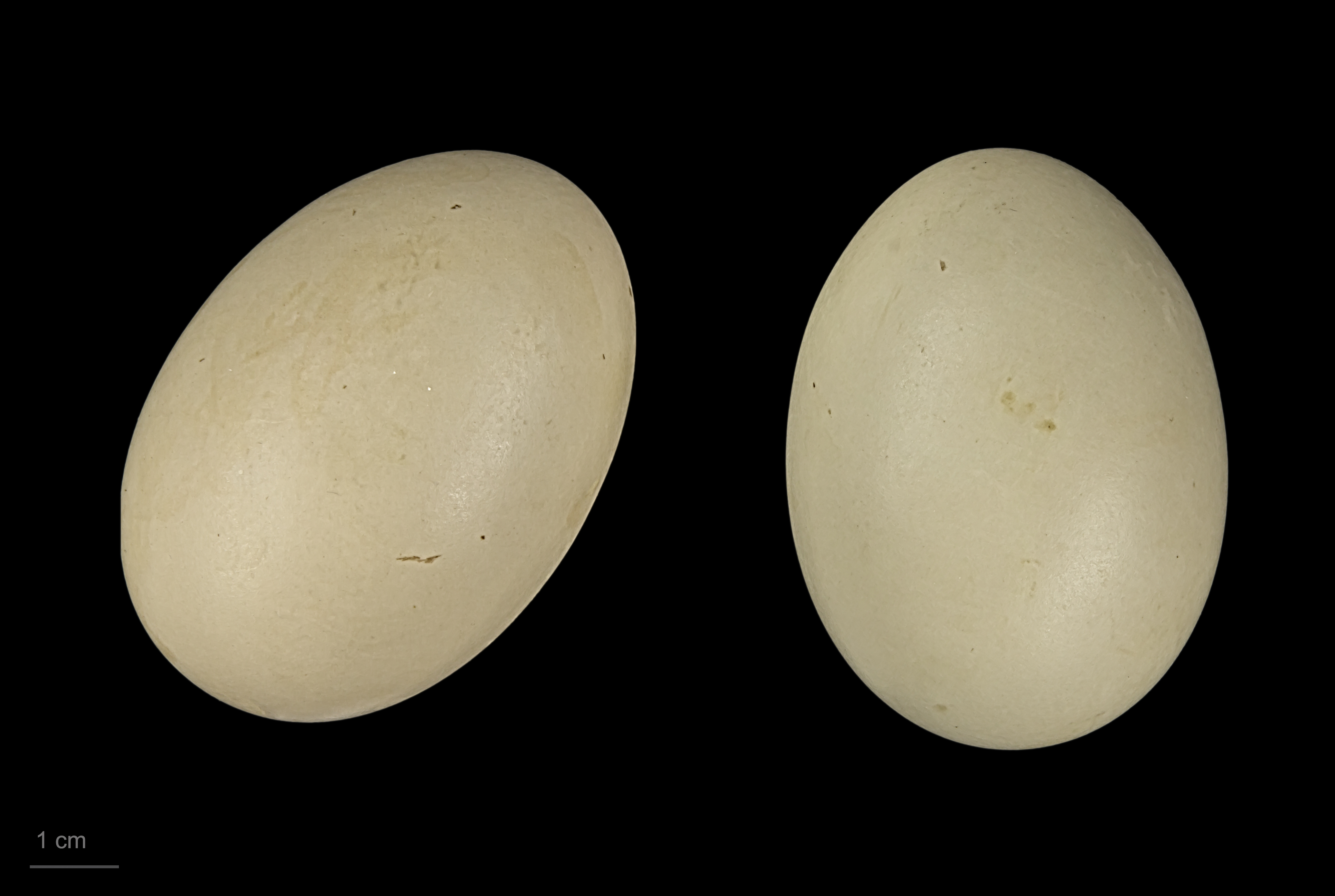
Aythya fuligula (muséum de Toulouse).

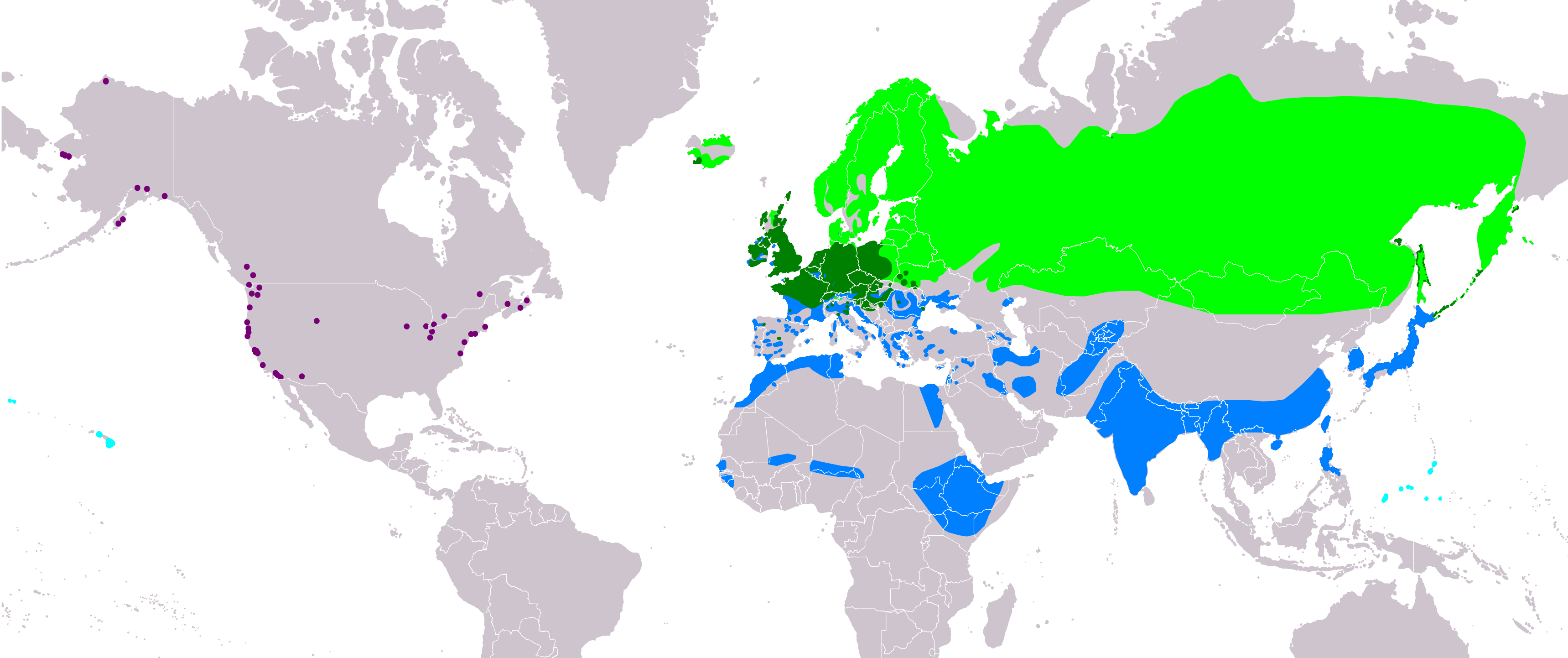
Aire de répartition du fuligule morillon.

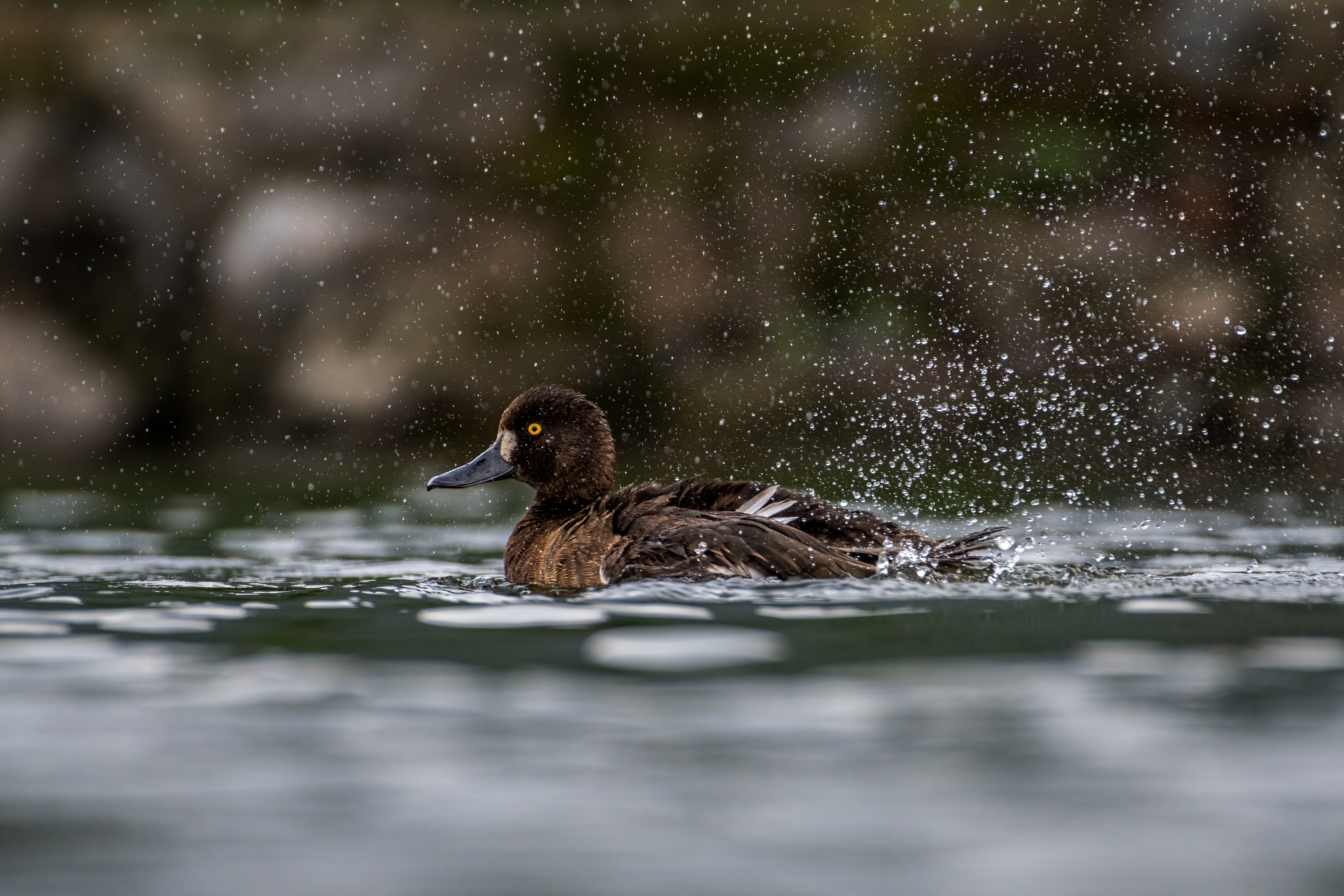
Fuligule morillon femelle jouant dans l'eau du, au Népal, en juillet 2023.

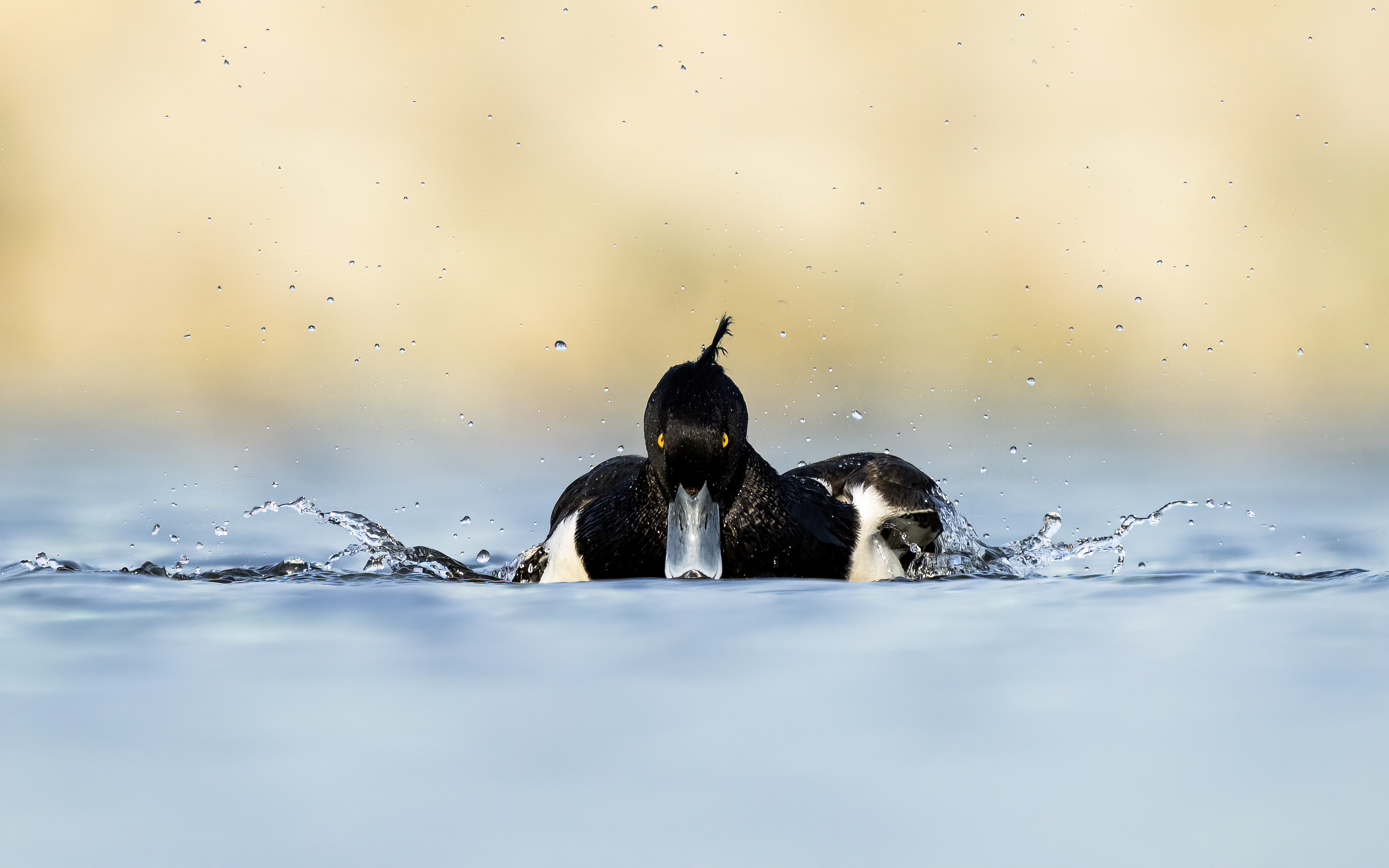
Une fuligule morillon agite ses ailes après un bon bain et s'amuse dans le au Népal en mai 2022.

Bon plongeur, il peut descendre jusqu'à plusieurs mètres de profondeur pour chercher sa nourriture.

### Régime alimentaire
Il se nourrit principalement d'insectes, de mollusques, de têtards, de petites grenouilles, de petits poissons, de crustacés et de végétation aquatique, qu'il prélève en plongeant.

### Comportement social

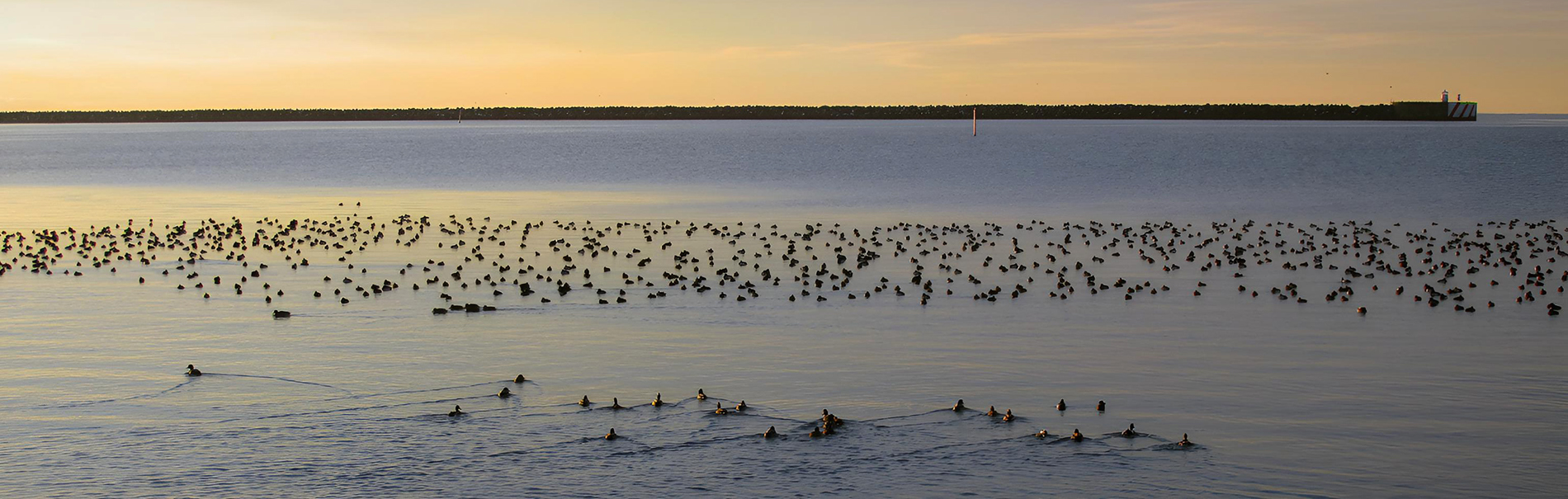
En hiver le fuligule morillon forme souvent de larges bandes. Ici, 2000 fuligules morillons se rassemblent au port d'Ystad en janvier 2016.

C'est un oiseau grégaire, qui forme de larges bandes en hiver. Il vit avec d'autres canards plongeurs comme le Fuligule milouin ou la Nette rousse. 

### Reproduction
La femelle pond une couvée par an de 8 à 11 œufs marron clair entre mars et mai. Le nid est au sol, près de l'eau, bien caché. Il est fait d'herbes, de jonc et de duvet de la femelle.

## Répartition et habitat

### Aire de répartition
Il se rencontre dans toute l'Europe et une partie de l'ouest de l'Asie, comme dans le Caucase. 
Il peut occasionnellement être trouvé en hiver le long des côtes du Canada et des États-Unis. C'est principalement un migrateur, il passe l'hiver dans le sud et passe l'été au nord et au centre de l'Europe (îles britanniques, Islande, Scandinavie). On considère que le fuligule morillon a étendu son aire de répartition traditionnelle, notamment grâce à la prolifération des mollusques d'eau douce et à l'extraction de gravier.

### Habitat
Le fuligule morillon fréquente les lacs et étangs ainsi que les rivières larges.

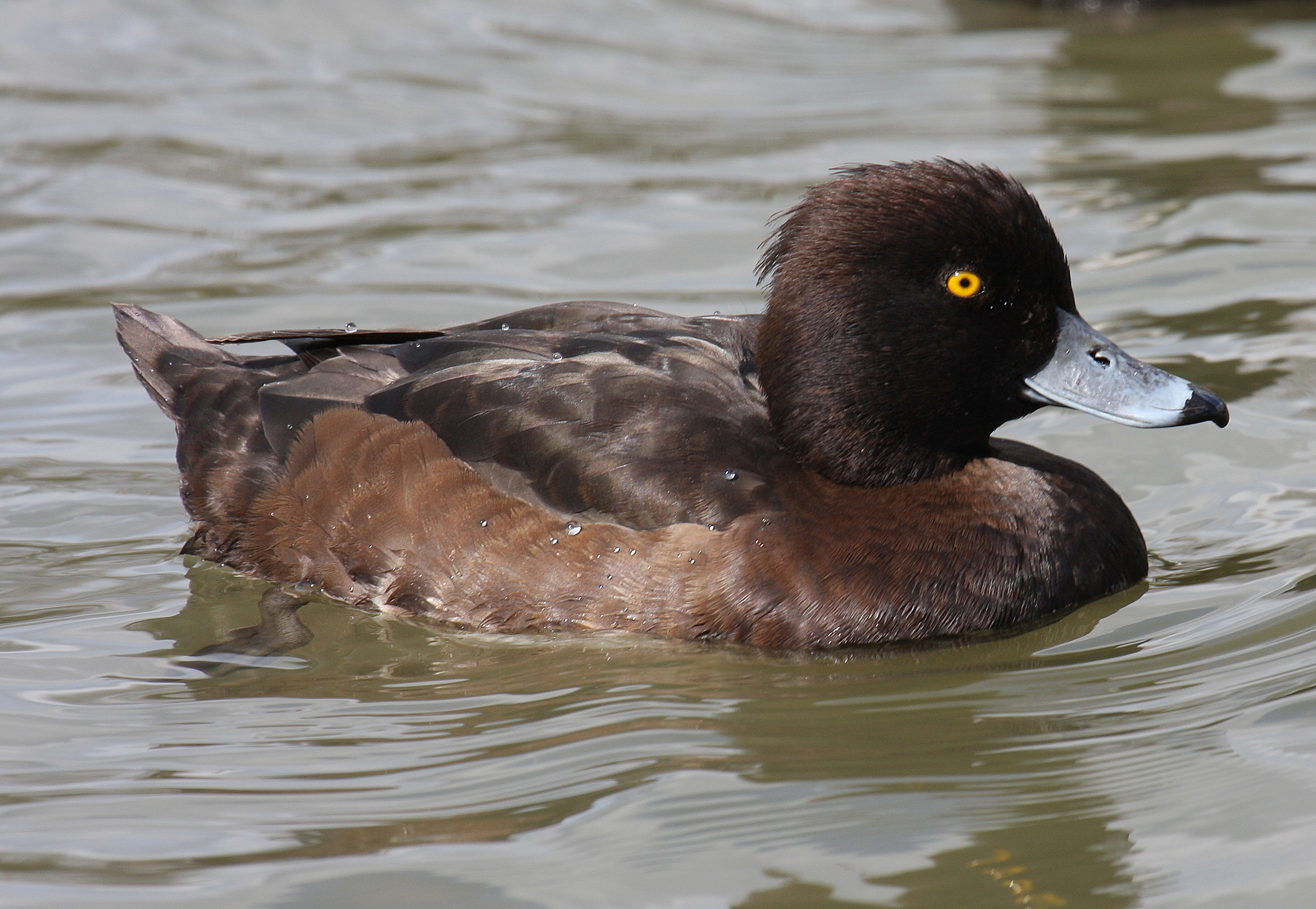
Fuligule morillon femelle

## Chasse
En France, le fuligule morillon est une espèce chassable.